# Taucherlampe

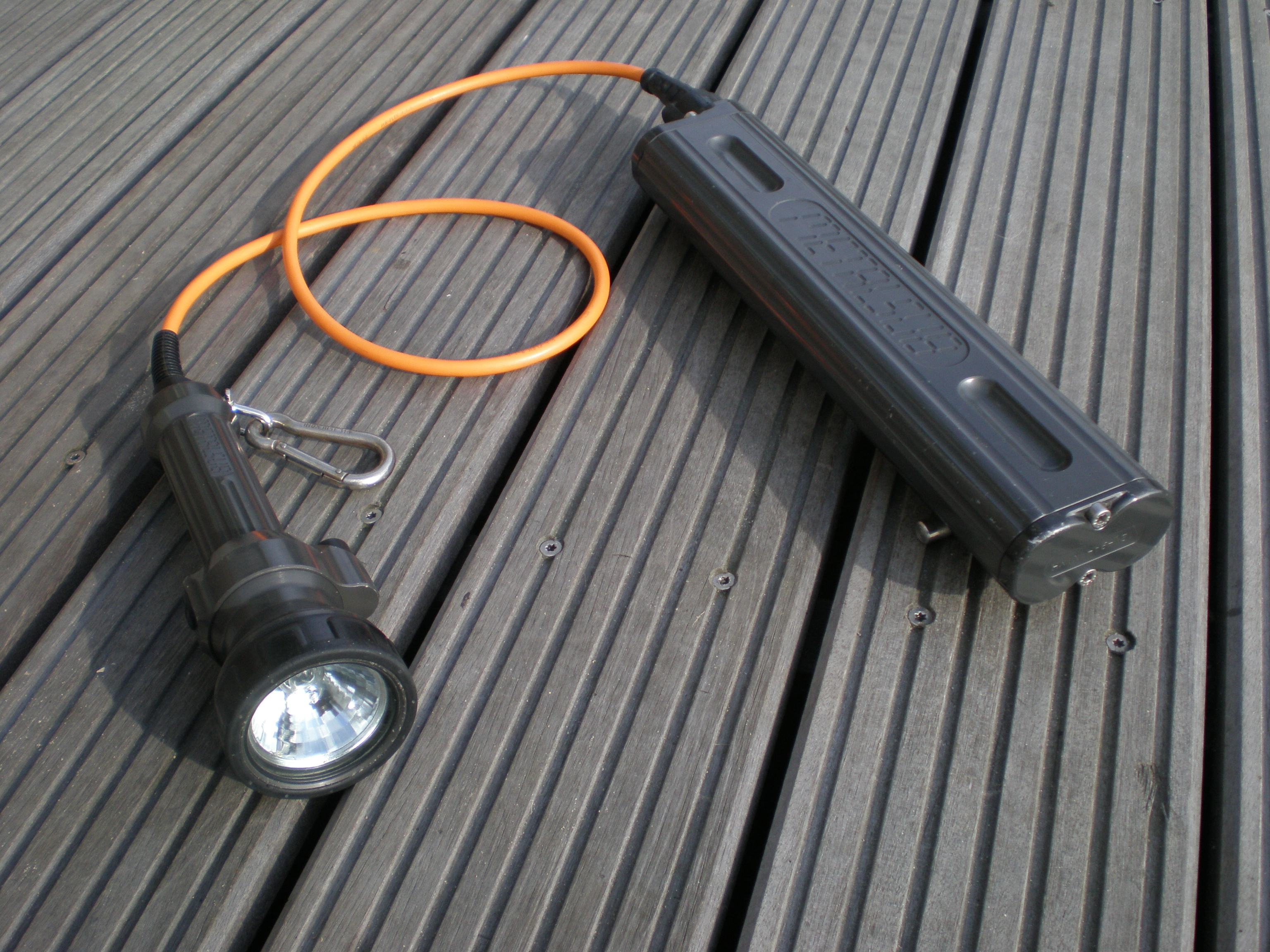
Halogen-Taucherlampe (Tanklampe)

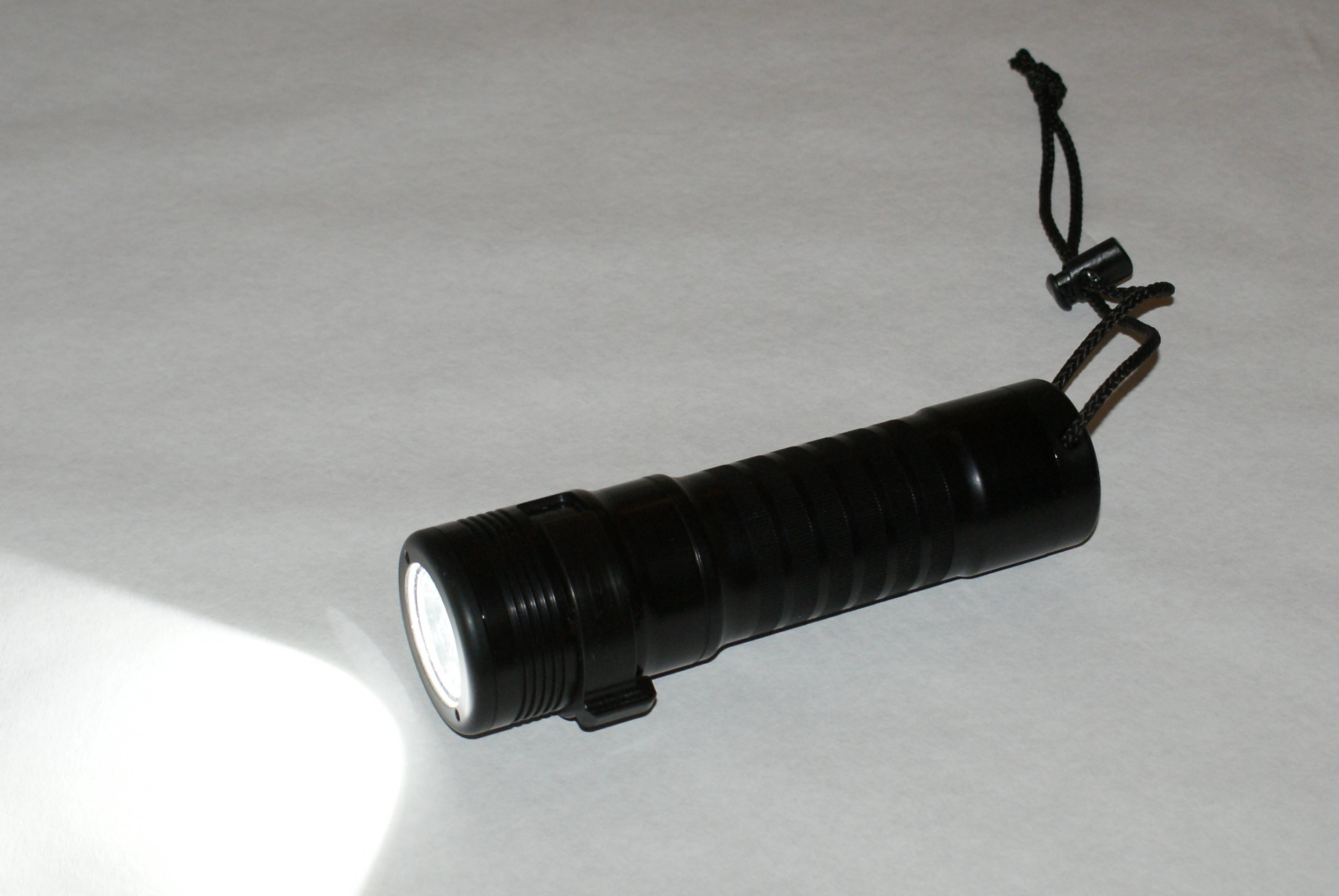
LED-Taucherlampe

Die Taucherlampe, auch Tauchlampe, ist eine mit Batterien oder Akkus betriebene Handleuchte in einem wasserdichten und druckfesten Gehäuse für die Verwendung beim Tauchen.

## Verwendung
Die Taucherlampe wird insbesondere als Beleuchtung bei Nacht- und Höhlentauchgängen verwendet, aber auch bei Tauchgängen am Tag z. B. allgemein für die Farbwiedergabe, für das Ausleuchten von Spalten oder Unterwasserfilme.
Wasser absorbiert mit zunehmender Tiefe zunächst die roten, später die gelben und grünen Spektralanteile des Tageslichts. Rot ist schon in 5 m Wassertiefe nicht mehr wahrnehmbar. Durch die Taucherlampe ist es möglich, auch in größeren Tiefen ein Objekt in der vollständigen Farbigkeit zu betrachten. Da Wasser Licht stärker absorbiert, sollte die Lichtstärke höher sein als bei Lampen für Einsätze an Land. 

## Leuchtmittel
Als Leuchtmittel sind LED- und Halogenlampen gängig. Daneben kommen auch Gasentladungslampen (HID- und Xenonlampen) sowie Glühlampen zum Einsatz.
LED-Lampen sind im Verhältnis zu Größe sowie Gewicht sehr lichtstark und weisen eine längere Leuchtzeit auf als beispielsweise Halogenlampen. In LED-Taucherlampen werden meist kaltweiße LEDs verbaut, deren Licht bläulich erscheint und rote Farbe eher schlecht wiedergibt. Es sind allerdings auch Taucherlampen mit neutralweißen oder warmweißen LEDs erhältlich. Halogenlicht hingegen ist stets warmweiß, hat einen leicht gelblichen Schein mit einem hohen Farbwiedergabeindex, in dem die Farben unter Wasser sehr gut zur Geltung kommen. Die Leuchtweite ist bei Halogenlampen jedoch gegenüber LED- und Xenonlampen mit höherer Farbtemperatur reduziert.

## Lampenformen
Es werden hinsichtlich der Verwendung bzw. Funktion verschiedene Lampenformen unterschieden:
- Tanklampe: ursprünglich aus dem Bereich des technischen Tauchens stammende Taucherlampe mit getrennten Komponenten, dem Lampenkopf und dem Akkutank, verbunden durch ein wasserdichtes Kabel; der Akkutank ist meist an Tarierweste oder Druckluftflasche befestigt, während der Lampenkopf meist am Unterarm oder mit einem Goodman-Handle auf dem Handrücken befestigt wird.
- Handlampe: als Hauptlicht: Lampenkopf und Batterien bzw. Akkus in einem Gehäuse. Leuchtzeit einer Akkufüllung meist kürzer, als bei Tanklampen, daher insbesondere für Tauchgänge von bis zu einer Stunde geeignet.
- Stirnlampe: Wird an der Maske oder am Helm befestigt getragen. Unter Sporttauchern nicht verbreitet. Bei Wrack- oder Höhlentauchern sowie unter Berufstauchern weiter verbreitet.

- Backuplampe: kleine Handlampe als Reservelampe für den Havariefall der Hauptlampe, besonders hohe Leuchtzeit. Sollte nicht mit Akkus betrieben werden.

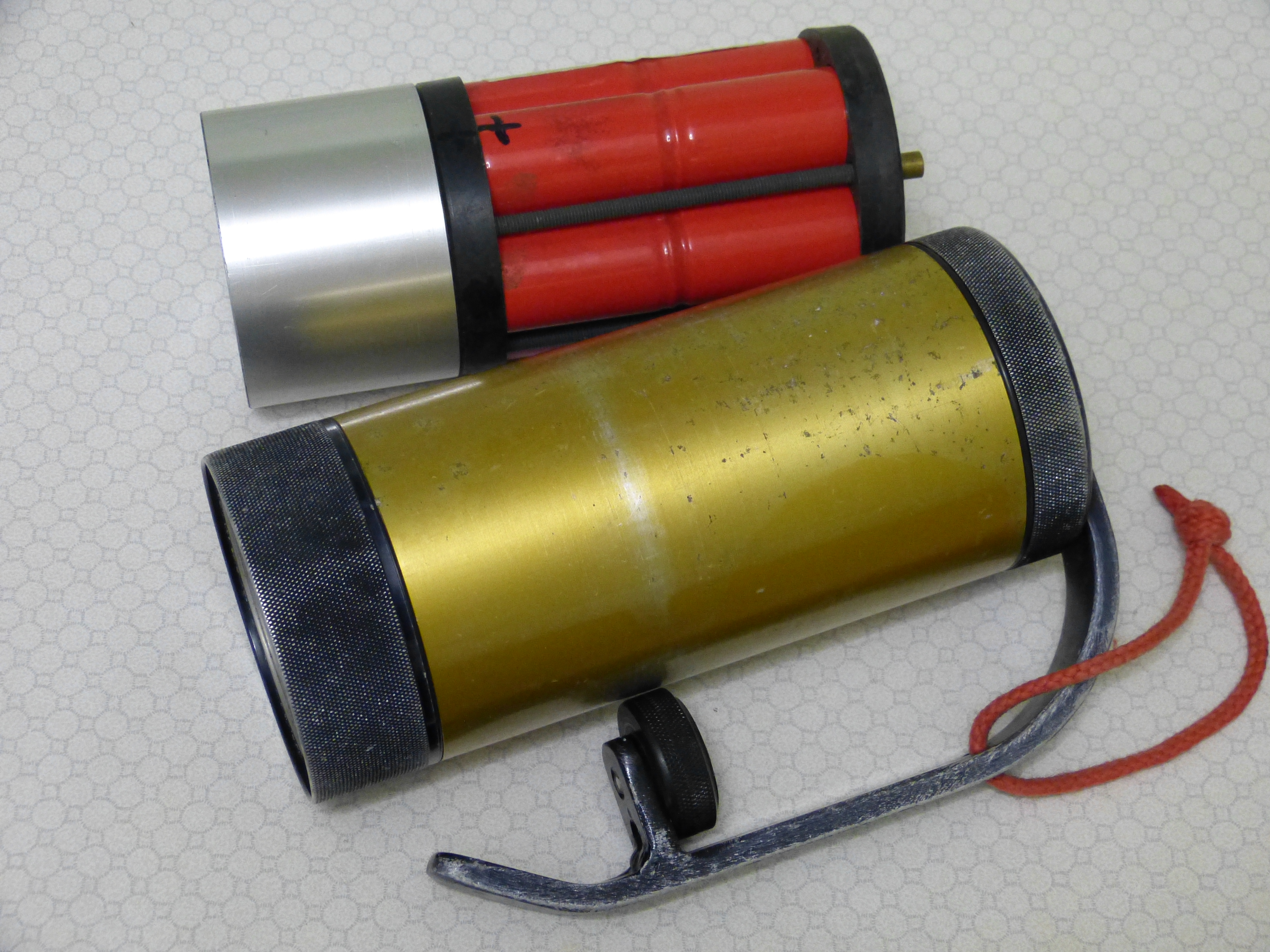
Tauchlampe mit Reedschaltung, NiMH-Akkupack nebst Reflektor

Taucherlampen verfügen für gewöhnlich über einen Reflektor, eine Art gebogenen Spiegel, der das seitlich ausstrahlende Licht nach vorne richtet. Nach der Form des verwendeten Reflektors lassen sich folgende Lampen unterschieden:
- Spotlampen: Taucherlampen verfügen meist über einen Spotreflektor mit einem Abstrahlwinkel von ca. 5° bis 15°, der das Licht bündelt.
- Floodlampen: Floodreflektoren mit größerem Abstrahlwinkel werden insbesondere als Foto- oder Filmlicht verwendet.

Bei Hand- und Tanklampen kann der Reflektor meist gewechselt werden, so dass der zur jeweiligen Verwendung passende Abstrahlwinkel gewählt werden kann.

## Ferromagnetismus
Teilweise werden in Taucherlampen große nickel- oder eisenhaltige NiMH- respektive Lithium-Eisenphosphat-Akkumulatoren als Energiequelle eingebaut. Das stark ferromagnetische Eisen oder Nickel kann eine Abweichung der Nadel eines Kompass bewirken, den der Taucher für die Navigation mit sich führt. Den gleichen Effekt verursachen Magnete, die oft an Tauchlampen angebracht werden um sie mithilfe eines Reed-Relais ein- und auszuschalten. Ein Reed-Relais hat den Vorteil, dass keine Durchführungen durch das Gehäuse notwendig sind, die entsprechend abzudichten wären, weil es mit einem Magnet durch die Wandung geschaltet werden kann.